# Jean-Baptiste-Maximilien Chabalier
Jean-Baptiste-Maximilien Chabalier (Cheylard-l'Évêque, 27 settembre 1887 – Phnom Penh, 11 giugno 1955) è stato un vescovo cattolico e missionario francese.

## Biografia
Jean-Baptiste-Maximilien Chabalier nacque il 27 settembre 1887 a Cheylard-l'Évêque nella Lozère in Occitania, secondogenito dei quattro figli di Jean Pierre Chabalier e Félicie Irma Dubois.
Compì gli studi primari a Lanbarnès e continuò quelli secondari a Langogne. Entrò come laico nella Società per le missioni estere di Parigi il 13 settembre 1907 e fu ordinato presbitero il 28 giugno 1913. Fu inviato come missionario in Cambogia il 10 dicembre 1913.
Giunto a destinazione, iniziò subito lo studio della lingua khmer a Battambang e servì come missionario nelle aree lungo il Mekong, arrivando anche in Vietnam. Nel 1921 fu nominato professore per il seminario maggiore di Phnom Penh, divenendone poi superiore nel 1929.
Il 2 dicembre 1937 papa Pio XI lo nominò vicario apostolico di Phnom-Penh assegnandogli la sede titolare di Faran.
Ricevette l'ordinazione episcopale il 24 febbraio 1938 per imposizione delle mani dell'arcivescovo Antonin-Fernand Drapier.
I primi anni del suo ministero coincisero con i grandi sconvolgimenti della seconda guerra mondiale e anche la Cambogia non fu risparmiata dal conflitto essendo l'Indocina coinvolta tra le dispute coloniali della Francia e gli interessi strategici delle altre potenze quali Stati Uniti, Regno Unito e Giappone.
Egli stesso fu fermato e confinato in quanto straniero durante la conquista giapponese del sud-est asiatico insieme agli altri europei presenti a Phnom Penh e anche dopo la definitiva sconfitta del Giappone, dovette subire le violente incursioni del Viet Minh che operava anche nel territorio cambogiano per contrastare l'ingerenza della Francia nella politica interna dell'ex Indocina francese. Solo nel 1949 la Cambogia poté ristabilire un periodo di relativa pace. In tale contesto, Chabalier poté riprendere l'attività missionaria, stabilendo il seminario minore a Phnom Penh e dando inizio alla costruzione della cattedrale di Phnom Penh, dedicata a Cristo Re e oggi non più esistente in quanto demolita dai Khmer rossi nel 1975.
Resse il vicariato per sedici anni e mezzo e morì a Phnom Penh dopo aver sofferto per anni di un progressivo declino della sua salute l'11 giugno 1955 all'età di 67 anni.

## Genealogia episcopale
La genealogia episcopale è:
- Patriarca Eliya XII Denha
- Patriarca Yukhannan VIII Hormizd
- Vescovo Isaie Jesu-Yab-Jean Guriel
- Arcivescovo Augustin Hindi
- Patriarca Yosep VI Audo
- Patriarca Eliya XIV Abulyonan
- Patriarca Yosep Emmanuel II Thoma
- Vescovo François David
- Arcivescovo Antonin-Fernand Drapier, O.P.
- Vescovo Jean-Baptiste-Maximilien Chabalier, M.E.P.